# DOMESTIC! Virgin LINE
「東京事変 DOMESTIC! Virgin LINE」（とうきょうじへん ドメスティック バージンライン）は、2006年2月に東京と大阪で開催されたロックバンド・東京事変のコンサート。2月19日に日本武道館、21日に大阪城ホールで開催された。

## 概要
開催前年の2005年に脱退したH是都Mと晝海幹音に代わって加入した新メンバー、キーボードの伊澤一葉とギターの浮雲の東西顔見世コンサート。
このコンサートの模様は、同年3月に日本武道館公演の一部が『東京事変 live in nippon budokan』としてフジテレビ系列の地上波とCSで放送された。
バンド解散後の2012年に発売されたライブヒストリービデオ『珍プレー好プレー』に一部の楽曲が収録されたものの、2021年現在、コンサート全体としてはソフト化されていない。

## セットリスト
1. 葬列 （合唱：杉並児童合唱団）
2. 群青日和 （合唱：杉並児童合唱団）
3. 虚言症
4. 歌舞伎
5. 化粧直し
6. 丸ノ内サディスティック
7. スーパースター
8. サービス
9. 喧嘩上等
10. ブラックアウト
11. 夢のあと
12. 母国情緒
13. 修羅場
14. 秘密
15. 手紙
16. 透明人間
アンコール1
17. 落日
アンコール2
18. 恋は幻

### サポートメンバー
- パーカッション：菅原裕紀・川瀬正人

## 日程
| 公演日        | 開場/開演   | 会場         |
| ------------- | ----------- | ------------ |
| 2006年2月19日 | 18:00/19:00 | 日本武道館   |
| 2006年2月21日 | 18:00/19:00 | 大阪城ホール |